# سابسك (مقاطعة بينزا)
سابسك، بانزا أوبلاست (بالروسية: Спасск) هي إحدى مدن روسيا في الكيان الفدرالي الروسي بانزا أوبلاست.